# 이풍 (조위)
이풍(李豊, ? ~ 254년)은 삼국 시대 위나라의 관료로, 자는 안국(安國)이며, 풍익군 사람이다. 훗날 자를 선국(宣國)으로 고쳤다.

## 행적
젊은 무렵부터 청렴결백과 뛰어난 인물 감정눈으로 평가되어 명성에 오나라에까지 다다랐다. 이후 정권을 잡은 조상과 사마의의 사이를 교묘하게 왕래하며 아들 이도가 제장공주와 결혼해 지위를 얻었다.
사마의가 죽은 후 중서령 자리가 비자, 중서령이 되었다. 또 사마사에게서 노육과 함께 인재 선발을 맡았다.
장집, 이익, 이도, 하후현 등과 함께 실권자인 대장군 사마사를 제거하려 했다. 사마사가 이를 알아차리고 이풍에게 서로 보기를 청했는데, 이풍은 모사가 누설된 줄 모르고 갔다가 사마사에게 죽임을 당했다. 이풍은 사마사의 꾸짖음을 받고, 화를 입은 줄 알고 “경 부자는 간사함을 품고, 사직을 장차 넘어뜨리려는데, 내 힘이 못나 사로잡아 멸하지 못함이 아깝구나!”라 했다. 이풍은 황실과 사돈간이었으나 항상 아끼고 다른 사람의 것을 침탈하지 않았으며, 받은 것은 전부 일족들에게 나누어 주었기 때문에, 죽어서 가산을 남긴 것이 없었다.

## 평가
젊어서 재지가 뛰어나 널리 이름이 알려졌으나, 아버지의 친구 두기는 또 다른 아버지의 친구 곽지의 아들인 곽충과 대비하여 “효의는 아들이 없구나! 아들이 없으니, 집안도 장차 없어지겠구나. 군모는 죽지 않으리니, 그 아들이 그 업을 잇기에 족하다.”라고 평했다.

## 친척 관계
- 이회[7], 혹 이의[1] 배송지는 '의'가 '회'의 별명이라고 추측했다.[8]
  - 이풍
    - 이도 (아들)[1][9]

  - 이익 (아우)[5]
    - 이빈 (조카)[9]

  - 이위 (아우)[1]

이익은 연주자사였다. 이위는 군수를 역임했는데, 술에 박혀 신평, 부풍 두 군을 어지럽혔다. 이익의 후처 산기상시 순이(荀廙)의 누나는 이익에게 중서성에 일이 났으니 오나라로 망명할 것을 권했으나, 이익은 아직 두 아들이 어리므로 자신이 죄를 면치 못하고 죽으면 아들들은 죄를 면하리라 했고, 그대로 되었다. 이익의 아들 이빈은 서진 혜제 초기에 하남윤이 되었는데, 양준의 외조카였으므로, 양준과 함께 죽임을 당했다.

## 같이 보기
- 삼국지 인물 목록